# Уразаево (Свердловская область)
Уразаево — деревня Нижнесергинского района Свердловской области России, входит в состав Кленовского сельского поселения. 

## География
Уразаево расположено в 41 километрах (по автодорогам в 68 километрах) к северо-западу от города Нижние Серги, на левом берегу реки Бисерти (правого притока реки Уфы).

## История села
Слово Ураза с тюркского означает пост у мусульман.

## Население
| 2002 | 2010 | 2021 |
| ---- | ---- | ---- |
| 31   | ↘21  | ↘16  |